# Eddie Carpenter
Pour les articles homonymes, voir Carpenter.
Eddie Lorne Carpenter (né le 15 juin 1890 à Hartford, dans l'État du Michigan aux États-Unis - 30 avril 1963 à Winnipeg, dans la province du Manitoba au Canada) est un joueur professionnel américain de hockey sur glace,.

## Carrière en club
En 1916, il commence sa carrière avec le Metropolitans de Seattle dans l'Association de hockey de la Côte du Pacifique.

## Statistiques
| Saison     | Équipe                      | Ligue         |    | Saison régulière | Saison régulière | Saison régulière | Saison régulière | Saison régulière |   | Séries éliminatoires | Séries éliminatoires | Séries éliminatoires | Séries éliminatoires | Séries éliminatoires |
| Saison     | Équipe                      | Ligue         | PJ | B                | A                | Pts              | Pun              | PJ               | B | A                    | Pts                  | Pun                  |                      |                      |
| 1909-1910  | Thunder Bays de Port Arthur | NOHL          | 13 | 2                | 0                | 2                | 51               | -                | - | -                    | -                    | -                    |                      |                      |
| 1910-1911  | Lake City de Port Arthur    | NOHL          | 14 | 6                | 0                | 6                | 54               | 2                | 0 | 0                    | 0                    | 18                   |                      |                      |
| 1910-1911  | Lake City de Port Arthur    | Coupe Stanley | -  | -                | -                | -                | -                | 1                | 1 | 0                    | 1                    | 0                    |                      |                      |
| 1911-1912  | Lake City de Port Arthur    | NOHL          | 15 | 2                | 0                | 2                | 39               | 2                | 0 | 0                    | 0                    | 3                    |                      |                      |
| 1912-1913  | Victorias de Moncton        | MPHL          | 14 | 6                | 0                | 6                | 17               | -                | - | -                    | -                    | -                    |                      |                      |
| 1913-1914  | Black Foxes de New Glasgow  | MPHL          | 19 | 8                | 0                | 8                | 37               | 2                | 0 | 0                    | 0                    | 7                    |                      |                      |
| 1914-1915  | Blueshirts de Toronto       | ANH           | 19 | 1                | 0                | 1                | 63               | -                | - | -                    | -                    | -                    |                      |                      |
| 1915-1916  | Metropolitans de Seattle    | AHCP          | 18 | 6                | 4                | 10               | 17               | -                | - | -                    | -                    | -                    |                      |                      |
| 1916-1917  | Metropolitans de Seattle    | AHCP          | 18 | 6                | 0                | 6                | 0                | -                | - | -                    | -                    | -                    |                      |                      |
| 1916-1917  | Metropolitans de Seattle    | Coupe Stanley | -  | -                | -                | -                | -                | 4                | 0 | 0                    | 0                    | 3                    |                      |                      |
| 1919-1920  | Bulldogs de Québec          | LNH           | 24 | 8                | 3                | 11               | 19               | -                | - | -                    | -                    | -                    |                      |                      |
| 1920-1921  | Tigers de Hamilton          | LNH           | 20 | 2                | 1                | 3                | 17               | -                | - | -                    | -                    | -                    |                      |                      |
| Totaux LNH | Totaux LNH                  | Totaux LNH    | 44 | 10               | 4                | 14               | 36               | -                | - | -                    | -                    | -                    |                      |                      |